# عبدالله اسکندری
عبدالله اسکندری (زاده ۲۶ مهر ۱۳۲۴ در تهران) طراح‌گریم و چهره‌پرداز و تهیه‌کننده سینما اهل ایران است. او تاکنون ۵ بار برنده سیمرغ بلورین بهترین چهره‌پردازی جشنواره فیلم فجر شده‌است.

## زندگی
عبدالله اسکندری در سال ۱۳۲۴ در تهران زاده شد. او چهره‌پردازی را از سال ۱۳۵۱ زیر نظر بیژن محتشم در تلویزیون ملی ایران آغاز کرد. اسکندری از جمله اولین هنرمندانی است که چهره‌پردازی را بر اساس شخصیت انجام داد، که از جمله کارهای او در این زمینه می‌توان به سریال تلویزیونی دایی جان ناپلئون و فیلم سینمایی گوزن‌ها اشاره کرد.
او ۵ بار سیمرغ بلورین بهترین چهره‌پردازی جشنواره فیلم فجر و نیز تندیس خانه سینما را دریافت کرده‌است. عبدالله اسکندری بیش از ۱۶۰ پروژه سینمایی و تلویزیون را در ایران طراحی کرده‌است. از جمله کارهای او «هزاردستان»، «مثل آباد»، گوزن‌ها، «کندو»، «سایه‌های بلند باد»، «دست فروش به بانو»، ناصرالدین شاه آکتور سینما، روز واقعه، «بازمانده»، ساحره، «آدم‌برفی»، دلشدگان، مادر، مسافر ری و … است.

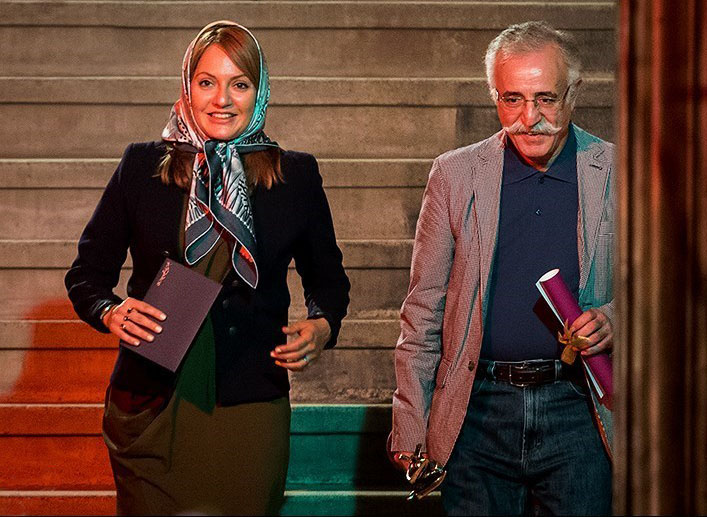
عبدالله اسکندری و مهناز افشار در هفدهمین جشن سینمای ایران - شهریور ۱۳۹۴

عبدالله اسکندری کار خود را با سریال «هزاردستان» پس از انقلاب ادامه داد. از دیگر کارهای او می‌توان به طراحی و اجرای چهره محمود بصیری در نقش یک پیرزن در اپیزود دوم فیلم «دستفروش» ساخته محسن مخلباف و چهره عزت‌الله انتظامی و گوهر خیراندیش در فیلم «بانو» به کارگردانی داریوش مهرجویی اشاره کرد.
در دوره هشتم جشنواره فیلم فجر عبدالله اسکندری برای فیلم‌های «مادر» (علی حاتمی)، «ناصرالدین شاه اکتور سینما» (محسن مخملباف)، «آخرین بندر» (حسن هدایت)، روز واقعه (شهرام اسدی) و «ساحره» (داوود میرباقری) برنده سیمرغ بلورین شده‌است.
وی برای چهره پردازی در فیلم «بدون تاریخ، بدون امضا» نامزد بهترین چهره پردازی از بیستمین دوره جشن بزرگ سینمای ایران شد.

## فیلم‌شناسی

### تهیه‌کننده
- روزی روزگاری آبادان (۱۳۹۹)
- خوب بد جلف (۱۳۹۴)
- زرد قناری (۱۳۶۷)

### طراح چهره‌پردازی
- سریال سلمان فارسی (در حال ساخت)
- روز ششم (۱۳۹۹)
- روزی روزگاری آبادان (۱۳۹۹)
- زهرمار (۱۳۹۷)
- سال دوم دانشکده من (۱۳۹۶)
- لازانیا (۱۳۹۶)
- فراری (۱۳۹۵)
- بدون تاریخ، بدون امضاء (۱۳۹۵)
- یادم تو را فراموش (۱۳۹۵)
- خوب بد جلف (۱۳۹۴)
- فصل نرگس (۱۳۹۴)
- لانتوری (۱۳۹۴)
- به تهران خوش آمدید (۱۳۹۲)
- لامپ صد (۱۳۹۲)
- نازنین (۱۳۹۲)
- نقش نگار (۱۳۹۲)
- پس کوچه‌های شمرون (۱۳۹۱)
- رژیم طلایی (۱۳۹۱)
- عمر بن خطاب (۱۳۹۱)
- خصوصی (۱۳۹۰)
- یک عاشقانه ساده (۱۳۹۰)
- سریال مختارنامه (جلوه‌های ویژه گریم) (۱۳۸۹–۱۳۸۳)
- یکی برای همه (۱۳۹۰)
- پایان دوم (۱۳۸۹)
- پریناز (۱۳۸۹)
- دختر شاه پریون (۱۳۸۹)
- دردسر بزرگ (۱۳۸۹)
- زنان ونوسی، مردان مریخی (۱۳۸۹)
- یه حبه قند (۱۳۸۸)
- آقای هفت رنگ (۱۳۸۷)
- چهل سالگی (۱۳۸۷)
- دل شکسته (۱۳۸۷)
- شکارچی (۱۳۸۷)
- دیوار (۱۳۸۶)
- زن‌ها فرشته‌اند (۱۳۸۶)
- کلاغ پر (۱۳۸۶)
- همیشه پای یک زن در میان است (۱۳۸۶)
- راننده تاکسی (۱۳۸۵)
- سوغات فرنگ (۱۳۸۵)
- غیرمنتظره (۱۳۸۵)
- مهمان[ (۱۳۸۵)
- زمستان است (۱۳۸۴)
- شاعر زباله‌ها (۱۳۸۴)
- ازدواج صورتی (۱۳۸۳)
- به رنگ ارغوان (۱۳۸۳)
- شارلاتان (۱۳۸۳)
- عروس فراری (۱۳۸۳)
- غروب شد بیا (۱۳۸۳)
- نقاب (۱۳۸۳)
- یک تکه نان (۱۳۸۳)
- تارا و تب توت فرنگی (۱۳۸۲)
- شاه خاموش (۱۳۸۲)
- کما (۱۳۸۲)
- اینجا چراغی روشن است (۱۳۸۱)
- رز زرد (۱۳۸۱)
- عطش (۱۳۸۱)
- گمگشته (۱۳۸۰)
- آب و آتش (۱۳۷۹)
- آواز قو (۱۳۷۹)
- تکیه بر باد (۱۳۷۹)
- خاکستری (۱۳۷۹)
- دختری بنام تندر (۱۳۷۹)
- شب‌های تهران (۱۳۷۹)
- مسافر ری (۱۳۷۹)
- دوستان (۱۳۷۸)
- رنجر (۱۳۷۸)
- عشق طاهر (۱۳۷۸)
- بازیگر (۱۳۷۷)
- بلوغ (۱۳۷۷)
- جنگجوی پیروز (۱۳۷۷)
- داستان‌های جزیره (اپیزود اول، دختردایی گمشده) (۱۳۷۷)
- دختری با کفشهای کتانی (۱۳۷۷)
- کمکم کن (۱۳۷۷)
- کمیته مجازات (۱۳۷۷)
- هیوا (۱۳۷۷)
- پنجه در خاک (۱۳۷۶)
- خلبان (۱۳۷۶)
- درخت گلابی (۱۳۷۶)
- دنیای وارونه (۱۳۷۶)
- زخمی (۱۳۷۶)
- ساحره (۱۳۷۶)
- جوانمرد (۱۳۷۵)
- عشق گمشده (۱۳۷۵)
- عقرب (۱۳۷۵)
- اعاده امنیت (۱۳۷۴)
- پاتک (۱۳۷۴)
- پاکباخته (۱۳۷۴)
- چهره (۱۳۷۴)
- سفر به چزابه (۱۳۷۴)
- عبور از خط سرخ (۱۳۷۴)
- مرد آفتابی (۱۳۷۴)
- آدم‌برفی (۱۳۷۳)
- تحفه هند (۱۳۷۳)
- ترانزیت (۱۳۷۲)
- راز گل شب بو (۱۳۷۲)
- روز فرشته (۱۳۷۲)
- طعمه (۱۳۷۱)
- عیالوار (۱۳۷۱)
- هنرپیشه (۱۳۷۱)
- یک مرد یک خرس (۱۳۷۱)
- آواز تهران (۱۳۷۰)
- خانه خلوت (۱۳۷۰)
- دادستان (۱۳۷۰)
- دلشدگان (۱۳۷۰)
- راز چشمه سرخ (۱۳۷۰)
- سیرک بزرگ (۱۳۷۰)
- مدرسه پیرمردها (۱۳۷۰)
- ناصرالدین شاه آکتور سینما (۱۳۷۰)
- نرگس (۱۳۷۰)
- هور در آتش (۱۳۷۰)
- راز خنجر (۱۳۶۹)
- سفر جادویی (۱۳۶۹)
- عروس (۱۳۶۹)
- گالان (۱۳۶۹)
- ملک خاتون (۱۳۶۹)
- آخرین پرواز (۱۳۶۸)
- باغ سید (۱۳۶۸)
- تماس (۱۳۶۸)
- تمام وسوسه‌های زمین (۱۳۶۸)
- دزد عروسک‌ها (۱۳۶۸)
- شنا در زمستان (۱۳۶۸)
- صنوبرهای سوزان (۱۳۶۸)
- مادر (۱۳۶۸)
- نخلستان تشنه (۱۳۶۸)
- ارثیه (۱۳۶۷)
- افق (۱۳۶۷)
- در جستجوی قهرمان (۱۳۶۷)
- زرد قناری (۱۳۶۷)
- شب حادثه (۱۳۶۷)
- طوبی (۱۳۶۷)
- عروسی خوبان (۱۳۶۷)
- گودال (۱۳۶۷)
- بحران (۱۳۶۶)
- پاییزان (۱۳۶۶)
- پرنده کوچک خوشبختی (۱۳۶۶)
- ترن (۱۳۶۶)
- جعفرخان از فرنگ برگشته (۱۳۶۶)
- خانه‌ای مثل شهر (۱۳۶۶)
- ردپایی بر شن (۱۳۶۶)
- سایه‌های غم (۱۳۶۶)
- گمشدگان (۱۳۶۶)
- مکافات (۱۳۶۶)
- تشکیلات (۱۳۶۵)
- تیرباران (۱۳۶۵)
- دستفروش (اپیزود دوم) (۱۳۶۵)
- قصه زندگی (۱۳۶۵)
- گذرگاه (۱۳۶۵)
- گزارش یک قتل (۱۳۶۵)
- مأموریت (۱۳۶۵)
- ناخداخورشید (۱۳۶۵)
- بای سیکل ران (۱۳۶۴)
- بایکوت (۱۳۶۴)
- گردباد (۱۳۶۴)
- شب شکن (۱۳۶۳)
- فرار (۱۳۶۳)
- خاک و خون (۱۳۶۲)

### چهره‌پرداز
- دل بی‌قرار (۱۳۹۱)
- پریناز (۱۳۸۹)
- بر باد رفته (۱۳۸۴)
- شهر آشوب (۱۳۸۴)
- تب (۱۳۸۲)
- عروس خوش قدم (۱۳۸۱)
- زمانه (۱۳۸۰)
- شب‌های تهران (۱۳۷۹)
- تهران روزگار نو (۱۳۷۸)
- داستان‌های جزیره (اپیزود اول، دختردایی گمشده) (۱۳۷۷)
- توفان شن (۱۳۷۵)
- ماه و خورشید (۱۳۷۴)
- آخرین بندر (۱۳۷۳)
- پری (۱۳۷۳)
- روز واقعه (۱۳۷۳)
- روسری آبی (۱۳۷۳)
- روز فرشته (۱۳۷۲)
- آواز تهران (۱۳۷۰)
- بانو (۱۳۷۰)
- آپارتمان شماره ۱۳ (۱۳۶۹)
- دزد عروسک‌ها (۱۳۶۸)
- ریحانه (۱۳۶۸)
- ساوالان (۱۳۶۸)
- مدرسه رجایی (۱۳۶۸)
- هامون (۱۳۶۸)
- در جستجوی قهرمان (۱۳۶۷)
- بحران (۱۳۶۶)
- تحفه‌ها (۱۳۶۶)
- غریبه (۱۳۶۶)
- تصویر آخر (۱۳۶۵)
- دستفروش (اپیزود اول) (۱۳۶۵)
- دستفروش (اپیزود دوم) (۱۳۶۵)
- کنار برکه‌ها (۱۳۶۵)
- آوار (۱۳۶۴)
- بایکوت (۱۳۶۴)
- تیغ و ابریشم (۱۳۶۴)
- جاده‌های سرد (۱۳۶۴)
- گل‌های داوودی (۱۳۶۳)
- استعاذه (۱۳۶۲)
- دو چشم بی سو (۱۳۶۲)
- شیلات (۱۳۶۲)
- مرگ یزدگرد (۱۳۶۱)
- گفت هرسه نفرشان (۱۳۵۹)
- پرواز در قفس (۱۳۵۷)
- سایه‌های بلند باد (۱۳۵۷)
- بوی گندم (۱۳۵۶)
- خاکستری (۱۳۵۶)
- در امتداد شب (۱۳۵۶)
- بت (۱۳۵۵)
- بت‌شکن (۱۳۵۵)
- برهنه تا ظهر با سرعت (۱۳۵۵)
- ملکوت (۱۳۵۵)
- ذبیح (۱۳۵۴)
- شب غریبان (۱۳۵۴)
- کندو (۱۳۵۴)
- نازنین (۱۳۵۴)
- اسرار گنج دره جنی (۱۳۵۳)
- بهار پشت پنجره (۱۳۵۲)

## جوایز
- برنده جایزه بهترین چهره‌پردازی برای فیلم لانتوری در نوزدهمین دوره جشن خانه سینما (۱۳۹۶)
- برنده جایزه بهترین چهره‌پردازی برای فیلم یه حبه قند در پانزدهمین دوره جشن خانه سینما (۱۳۹۰)
- برنده سیمرغ بلورین بهترین چهره‌پردازی برای فیلم مسافر ری در نوزدهمین دوره جشنواره فیلم فجر (۱۳۷۹)
- برنده جایزه بهترین چهره‌پردازی برای فیلم بانو در دومین دوره جشن خانه سینما (۱۳۷۷)
- برنده سیمرغ بلورین بهترین چهره‌پردازی برای فیلم ساحره در شانزدهمین دوره جشنواره فیلم فجر (۱۳۷۶)
- برنده سیمرغ بلورین بهترین چهره‌پردازی برای فیلم روز واقعه و آخرین بندر در سیزدهمین دوره جشنواره فیلم فجر (۱۳۷۳)
- برنده سیمرغ بلورین بهترین چهره‌پردازی برای فیلم ناصرالدین شاه آکتور سینما در دهمین دوره جشنواره فیلم فجر (۱۳۷۰)
- برنده سیمرغ بلورین بهترین چهره‌پردازی برای فیلم مادر در هشتمین دوره جشنواره فیلم فجر (۱۳۶۸)